# Jelena Bierieżna
Jelena Wiktorowna Bierieżna, ros. Елена Викторовна Бережная (ur. 21 października 1977 w Niewinnomyssku) – rosyjska łyżwiarka figurowa startująca w parach sportowych z Antonem Sicharulidzem. Mistrzyni olimpijska z Salt Lake City (2002), wicemistrzyni olimpijska z Nagano (1998) oraz uczestniczka igrzysk olimpijskich (1994), dwukrotna mistrzyni świata (1998, 1999), dwukrotna mistrzyni Europy (1998, 2001), multimedalistka finału Grand Prix (zwycięstwo w 1997 roku) oraz czterokrotna mistrzyni Rosji (1999–2002). Zakończyła karierę amatorską w 2002 roku.
W 2000 roku, dzień przed rozpoczęciem mistrzostw świata ogłoszono, że podczas testów dopingowych przeprowadzonych na mistrzostwach Europy u Bierieżnej wykryto pseudoefedrynę. Bierieżna zrzekła się możliwości przeprowadzenia badania próbki B i przyznała się do przyjęcia leków na zapalenie oskrzeli. Parze odebrano złoty medal mistrzostw Europy 2000 i wykluczono ze startu w mistrzostwach świata. W tym samym czasie wykryto również doping u Jewgienija Swiridowa reprezentującego Uzbekistan, który także zrzekł się prawa do badania próbki B.
Podczas Zimowych Igrzysk Olimpijskich 2002 w Salt Lake City w związku z ujawnieniem skandalu sędziowskiego, Bierieżna i Sicharulidze zostali mistrzami olimpijskimi ex-aeque z kanadyjską parą Jamie Salé i Davidem Pelletierem.
W latach 1996–2002 Bierieżna i Sicharulidze mieli romans, ale pomimo zerwania romantycznej relacji pozostali przyjaciółmi i po zakończeniu kariery amatorskiej występowali wspólnie w rewiach łyżwiarskich m.in. Stars On Ice w latach 2002–2006. W 2007 roku Bierieżna poślubiła brytyjskiego łyżwiarza figurowego Stevena Cousinsa. 6 października 2007 roku w Londynie na świat przyszedł ich syn Tristan, zaś 21 czerwca 2009 roku w Petersburgu urodziła się ich córka Sofia Diana, nazywana Sonią. Rodzina zamieszkała w Anglii, ale dzieci zostały ochrzczone w Petersburgu, a ojcem chrzestnym Tristana został Sicharulidze. Bierieżna i Cousins rozstali się ok. 2013 roku, a dzieci zamieszkały z Bierieżną w Rosji. Bierieżna rozpoczęła pracę jako jedna z trenerek w swoim byłym klubie łyżwiarskim Jubileusz w Petersburgu.

## Osiągnięcia

### Z Antonem Sicharulidzem (Rosja)

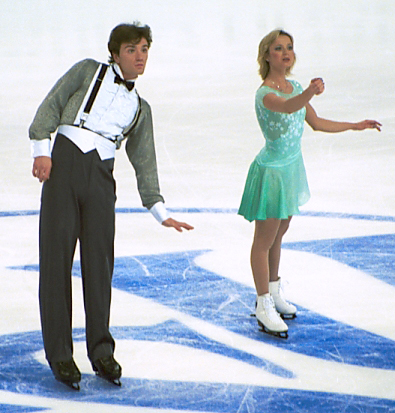
Bierieżna i Sicharulidze podczas finału Grand Prix 2001

| Zawody                        | 96–97          | 97–98          | 98–99          | 99–00          | 00–01          | 01–02          |                |                |                |                |                |                |                |                |                |                |                |
| Międzynarodowe                | Międzynarodowe | Międzynarodowe | Międzynarodowe | Międzynarodowe | Międzynarodowe | Międzynarodowe | Międzynarodowe | Międzynarodowe | Międzynarodowe | Międzynarodowe | Międzynarodowe | Międzynarodowe | Międzynarodowe | Międzynarodowe | Międzynarodowe | Międzynarodowe | Międzynarodowe |
| ----------------------------- | -------------- | -------------- | -------------- | -------------- | -------------- | -------------- | -------------- | -------------- | -------------- | -------------- | -------------- | -------------- | -------------- | -------------- | -------------- | -------------- | -------------- |
| Igrzyska olimpijskie          |                | 2              |                |                |                | 1              |                |                |                |                |                |                |                |                |                |                |                |
| Mistrzostwa świata            | 9              | 1              | 1              |                | 2              |                |                |                |                |                |                |                |                |                |                |                |                |
| Mistrzostwa Europy            | 3              | 1              | WD             | 1 DSQ          | 1              |                |                |                |                |                |                |                |                |                |                |                |                |
| GP Finał Grand Prix           |                | 1              | 2              | 3              | 2              | 2              |                |                |                |                |                |                |                |                |                |                |                |
| GP Nations Cup                |                | 2              |                |                |                |                |                |                |                |                |                |                |                |                |                |                |                |
| GP Trophée Lalique            | 3              | 1              |                |                | 1              | 1              |                |                |                |                |                |                |                |                |                |                |                |
| GP NHK Trophy                 |                |                | 1              |                |                |                |                |                |                |                |                |                |                |                |                |                |                |
| GP Cup of Russia              | 5              |                | 1              |                | 1              | 1              |                |                |                |                |                |                |                |                |                |                |                |
| GP Skate America              |                |                | 1              | 3              |                |                |                |                |                |                |                |                |                |                |                |                |                |
| GP Skate Canada International |                |                |                | 1              | 2              |                |                |                |                |                |                |                |                |                |                |                |                |
| Igrzyska dobrej woli          |                |                | 1              |                |                | 1              |                |                |                |                |                |                |                |                |                |                |                |
| Krajowe                       |                |                |                |                |                |                |                |                |                |                |                |                |                |                |                |                |                |
| Mistrzostwa Rosji             | 2              | 2              | 1              | 1              | 1              | 1              |                |                |                |                |                |                |                |                |                |                |                |

### Z Oļegsem Šļahovsem (Łotwa)
| Igrzyska olimpijskie       |    | 8 |   |   |
| Mistrzostwa świata         | 14 | 7 | 7 |   |
| Mistrzostwa Europy         | 8  | 8 | 5 |   |
| Czech Skate                | 2  |   |   |   |
| Nations Cup                |    |   |   | 3 |
| Nebelhorn Trophy           |    | 2 |   |   |
| Piruetten                  | 2  |   |   |   |
| Skate America              |    |   | 4 | 3 |
| Skate Canada International |    |   | 2 |   |
| Skate Israel               |    |   |   | 2 |
| Trophée Lalique            |    |   | 2 | 1 |
| Igrzyska dobrej woli       |    |   | 4 |   |

## Nagrody i odznaczenia
- Zasłużony Mistrz Sportu Rosji[13]